# Francis Abong
Francis Abong (23 marzo 1996) è un mezzofondista keniano.

## Palmarès
| Anno | Manifestazione      | Sede   | Evento        | Risultato | Prestazione | Note |
| ---- | ------------------- | ------ | ------------- | --------- | ----------- | ---- |
| 2024 | Campionati africani | Douala | 5000 m piani  | 11º       | 13'55"67    |      |
| 2024 | Campionati africani | Douala | 10000 m piani | 5º        | 29'08"24    |      |

## Campionati nazionali
2022
- 13º ai campionati kenioti, 5000 m piani - 14'03"26[1]

## Altre competizioni internazionali
2024
- 9º al Prefontaine Classic ( Eugene), 10000 m piani - 27'37"68